# غيرلي (مدينة)
غيرلي (بالإسبانية: Gerli)‏ هي منطقة سكنية تقع في الأرجنتين في Lanús Partido. يقدر عدد سكانها بـ 64,640 نسمة وترتفع عن سطح البحر 6 متر.